# Powiat warszawski (województwo mazowieckie)
Powiat warszawski – utworzony 1 stycznia 1999 roku w ramach reformy podziału terytorialnego państwa, zlikwidowany 27 października 2002 r. nową tzw. ustawą warszawską.
Obejmował obszar m.st. Warszawy, ściślej – obszar 11 ówczesnych gmin warszawskich. Egzystował równolegle z m.st. Warszawą (związkiem komunalnym).
Od 1 stycznia do 27 października 2002 powiat obejmował także podwarszawskie miasta Wesoła oraz Sulejówek, który znajduje się od 27 października 2002 roku w powiecie mińskim. W wyniku planowanego wprowadzenia zmian w ustroju stolicy (likwidacja gmin warszawskich, likwidacja powiatu, utworzenie miasta na prawach powiatu) mieszkańcy tych dwóch miast w drodze referendum zdecydowali o przyszłości swoich gmin. Wesoła decyzją mieszkańców stała się 18. dzielnicą Warszawy, a Sulejówek pozostał samodzielnym miastem, przeniesionym z powrotem do powiatu mińskiego.
Starostą powiatu był Edmund Ambroziak.